# Blížejov
Blížejov – wieś i gmina w Czechach, w powiecie Domažlice, w kraju pilzneńskim. Według danych z dnia 1 stycznia 2013 liczyła 1 203 mieszkańców.